# Anjō

Anjo (安城市 Anjo-shi?) este un municipiu din Japonia, prefectura Aichi.

## Legături externe
1. ↑   https://www.city.anjo.aichi.jp/shisei/shokai/index.html, accesat în 22 iulie 2020 Lipsește sau este vid: |title= (ajutor)